# Bibliotheca Hagiographica Orientalis

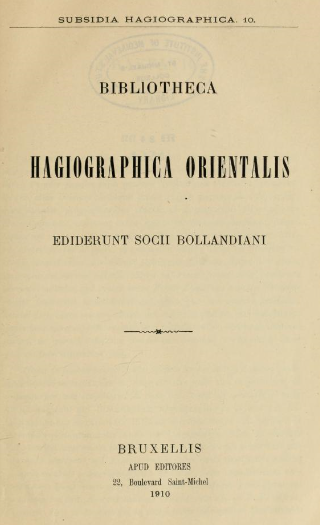
Bibliotheca Hagiographica Orientalis (1910), Titelblatt

The Bibliotheca Hagiographica Orientalis ist ein Katalog arabischer, koptischer, syrischer, armenischer und altäthiopischer hagiographischen Schriften, wie zum Beispiel literarischer Arbeiten über das Leben von Heiligen, die Translation ihrer Reliquien und ihre Wunder, angeordnet in alphabetischer Reihenfolge der Heiligen. Das Werk wird meist als BHO abgekürzt.
Die Listen umfassen Manuskripte, Incipits und Druckwerke. Die Bibliotheca Hagiographica Orientalis gehört zusammen mit der Bibliotheca Hagiographica Latina und der Bibliotheca Hagiographica Graeca zu den wichtigsten Werkzeugen für die wissenschaftliche Arbeit über Heilige.

## Ausgaben
- Bibliotheca hagiographica orientalis, ed. Paul Peeters, Subsidia Hagiographica 10 (Bruxelles: Société des Bollandistes, 1910 [reprinted 1954, 1970]).